# Cappella di San Luca
La cappella di San Luca o dei Pittori è un ambiente monumentale del convento della Santissima Annunziata a Firenze. Fu progettata e come cappella della confraternita di San Luca, sostanzialmente coincidente con l'Accademia del Disegno, a cui venne donata dai Frati Servi di Maria con rogito notarile del 1565. Qui sono sepolti alcuni tra i suoi più illustri membri, quali il Pontormo e Benvenuto Cellini.

## Storia

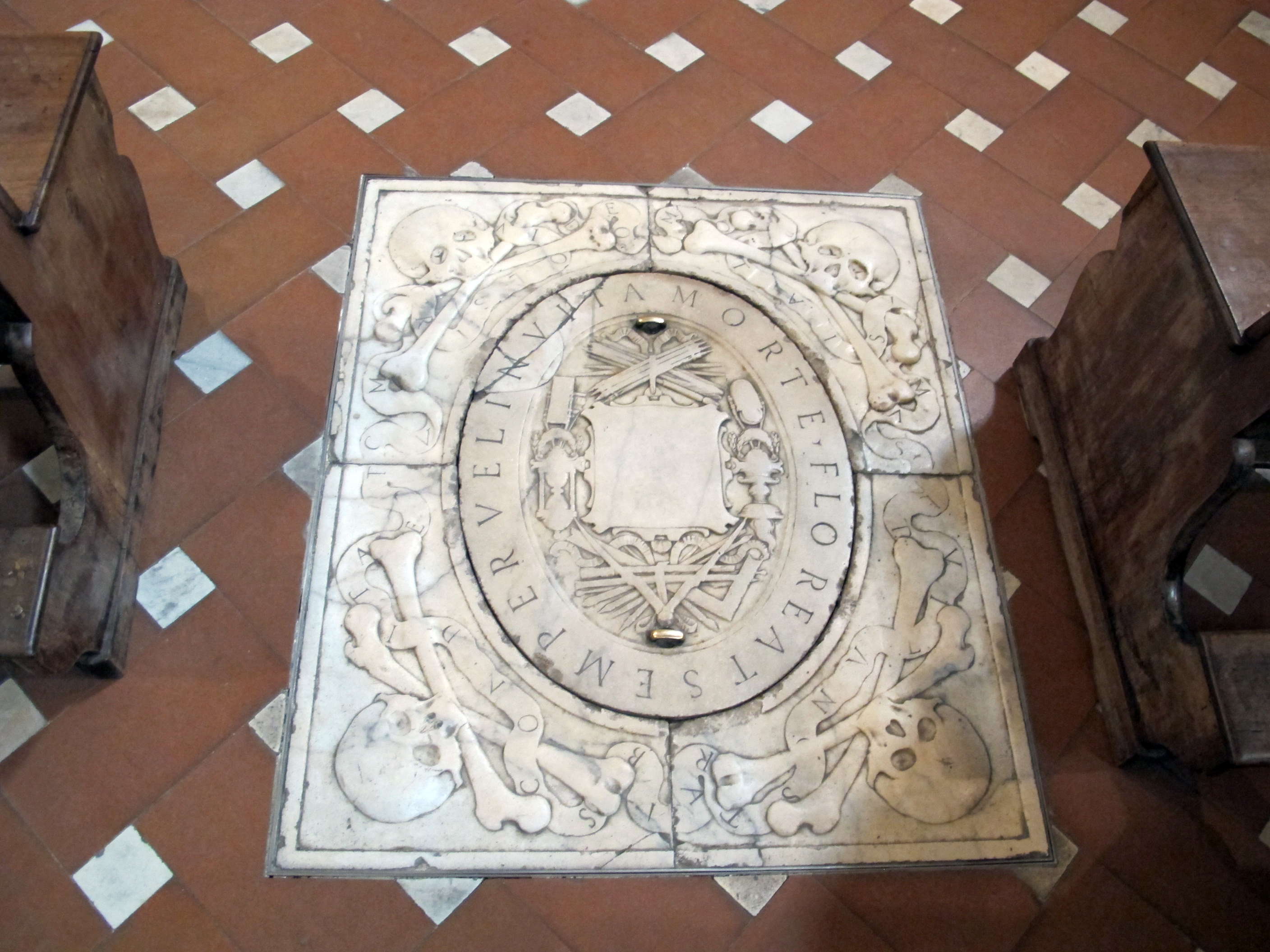
Il pozzetto di sepoltura

Fu il frate servita e scultore Giovanni Angelo Montorsoli a suggerire a Vincenzio Borghini e Giorgio Vasari di dare nuova vita alla Compagnia del Disegno, col beneplacito di Cosimo I. Fu così che l'antico Capitolo del convento fu adibito a sacello e luogo di preghiera della risorta Compagnia, sotto il titolo di Compagnia e Accademia del Disegno.
Montorsoli provvide insieme al priore del convento all'ideazione del progetto iconografico ed artistico, per la cui realizzazione nel 1565 fu ceduto l'intero ambiente all'Accademia del Disegno con atto notarile, con l'impegno di compiere ogni decorazione entro cinque anni. 
L'ingresso della cappella era originariamente rivolto a nord e l'altare a sud, sotto l'affresco della Trinità dell'Allori, che ricordava la primitiva titolazione dell'ambiente sacro alla santissima Trinità. Il riferimento a san Luca, non ufficiale, venne invece legato alla devozione e al patrocinio dell'Accademia affidato al santo evangelista, effigiato nell'affresco del Vasari sulla parete est (oggi parete dell'altare), ritraente San Luca che dipinge la Vergine. 
Tradizionalmente si fa risalire l'attuale orientamento della cappella all'epoca napoleonica, quando l'arcivescovo francese Eustache d'Osmond, nominato da Napoleone alla guida dell'arcidiocesi di Firenze, ottenne una parte del convento per abitazione e la cappella dei Pittori per cappella privata, facendo chiudere l'ingresso primitivo. Tuttavia è ormai accertato che l'attuale orientamento della cappella è il frutto di lavori che interessarono l'ambiente dagli anni venti dell'Ottocento, trasformando gli ingressi dopo le soppressioni del 1866. 
Tra le personalità sepolte, oltre allo stesso Montorsoli e ai citati Pontormo e Cellini, si ricordano Lorenzo Bartolini e Rodolfo Siviero che, attaccatissimo all'Accademia del Disegno, fu l'ultimo ad ottenere nel 1983 il privilegio di essere sepolto in questa cappella (tuttavia il corpo fu tumulato nel pavimento della cripta sottostante soltanto nel 1987).
La cappella è ancora di pertinenza dell'Accademia delle Arti del Disegno, che vi celebra le esequie solenni dei propri defunti e che ogni 18 ottobre, in occasione dell'inaugurazione dell'anno accademico, fa celebrare una messa solenne dall'arcivescovo della città di Firenze o da un suo delegato.

## Descrizione
Si accede alla cappella dal chiostro Grande, lato nord, attraverso una porta che immette in un vano già usato come sagrestia. Qui sono presenti alcune opere appartenute all'Accademia, quali un Crocifisso ligneo opera di Antonio da Sangallo il Vecchio (dalla distrutta chiesa di San Gallo), la Vergine in trono e santi rinvenuta sotto la Sacra conversazione di San Ruffillo di Pontormo e che sembra sia da attribuirsi a Raffaellino del Garbo, una lunetta con San Giovanni a Patmos riferibile a Giovanni della Robbia e la riproduzione di un bassorilievo della Madonna con Bambino e angeli, calco di un originale scolpito da Agostino di Duccio oggi al Museo Nazionale del Bargello. Vi si trovano inoltre varie commemorazioni ottocentesche in bronzo dedicate a Cellini durante le feste centenarie e una lapide posta dall'Accademia nel 1987 a ricordo della tumulazione di Rodolfo Siviero. 
La cappella vera e propria è pressoché a pianta quadrata, coperta da una volta unghiata su peducci. Al centro di ogni parete, in un grande riquadro è una pittura; dieci nicchie (quattro sulle pareti ai lati, due a fianco dell'altare) ospitano altrettante sculture in stucco a grandezza naturale, raffiguranti i Profeti. Sulla parete d'ingresso si trovano a sinistra la porticina, a destra una piccola rientranza in cui trova posto l'organo di Tommaso Fabbri da Faenza (1702), tuttora funzionante. Sopra queste due aperture, due lunette scavate nella parete accolgono altrettanti busti. 
L'altare neoclassico è di epoca napoleonica, come anche i sobri festoni nella parte più alta delle pareti.
Al centro, un pozzetto con cornice marmorea a rilievo decorata da ossa e cartigli (attribuito al Montorsoli stesso) segna l'accesso sotterraneo alla cappella mortuaria, dove le salme, secondo l'uso dei monasteri, erano disposte sedute nelle nicchiette sulla parete, almeno fino all'alluvione, quando i resti furono raccolti nell'ossario centrale. 

### Pitture

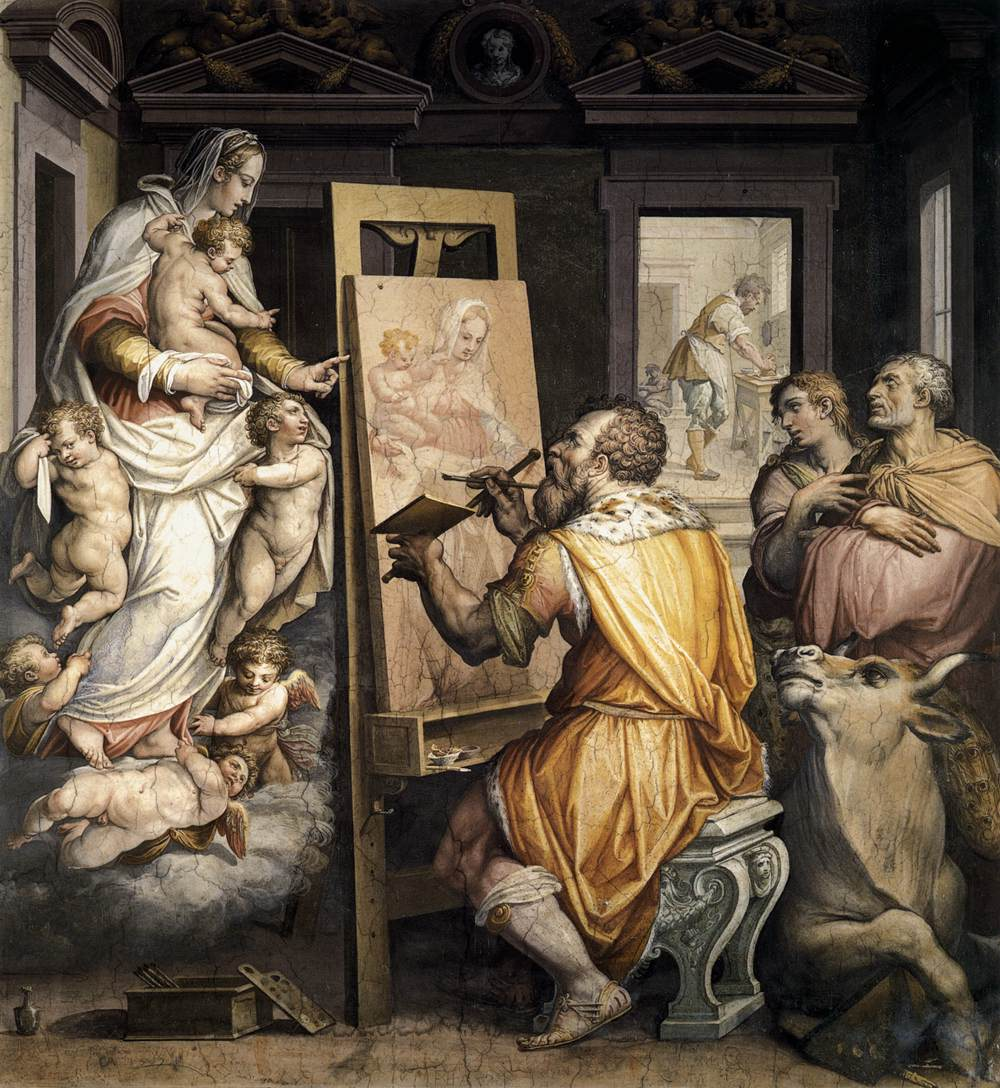
Giorgio Vasari, San Luca dipinge la Vergine

L'altare è oggi decorato dall'affresco di San Luca che dipinge la Vergine di Giorgio Vasari eseguito tra 1569 e 1570, opera con la quale il pittore sfonda illusoriamente la parete per mostrare uno scorcio di bottega di artista in cui è l'Evangelista (un autoritratto del Vasari) impegnato a ritrarre la Madonna accompagnato da due astanti sulla destra, il primo dei quali, più vicino al bordo, è un ritratto del Montorsoli, mentre l'altro è l'assistente Martino Montanini. Dietro ai protagonisti si approfondisce lo spazio, e in fondo si apre un ulteriore ambiente in piena luce dove è al lavoro un garzone.
Il gradino della mensa, che rimane oggi nascosto dall'altare, è attribuito all'Empoli e rappresenta l'Annunciazione, l'Ultima cena, la Pentecoste e due gruppi di santi.
Sul vecchio altare, nella parte bassa della Santissima Trinità Alessandro Allori (1571) dipinse altri due accademici: Pontormo a sinistra e Bronzino a destra, che egli volle omaggiare come propri maestri e, nel caso del Bronzino, come padre adottivo. Questi ritratti, come gli altri affreschi, sono deturpati da antiche scritte e da graffiti. 

Sulla parete d'ingresso un affresco omaggia l'architettura: la Fabbrica del Tempio di Salomone (o, secondo alcuni, Costantino che presiede alla prima costruzione delle basiliche cristiane), di Santi di Tito.

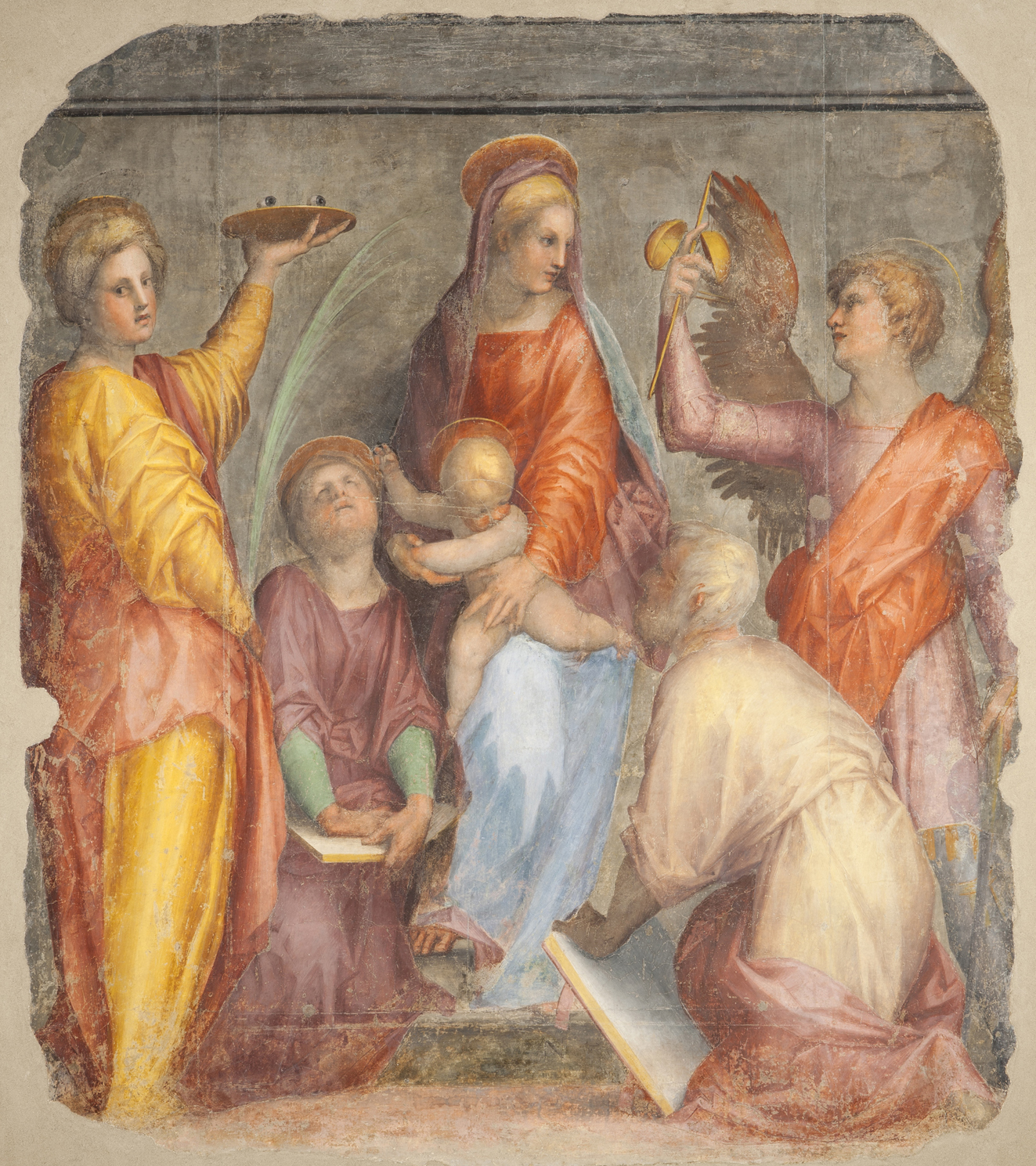
La Sacra conversazione di San Ruffillo di Pontormo

Sull'ultima parete si trova la cosiddetta Sacra Conversazione di San Ruffillo di Pontormo, proveniente dalla distrutta chiesa omonima e qui collocato nell'Ottocento. 
Sul soffitto è la tela di Luca Giordano con l'Apparizione della Vergine a san Bernardo (1685), proveniente dalla smantellata chiesa di Santa Maria della Pace. 
I riquadri delle pitture e le nicchie sono circondati da grottesche con vivaci colori e da riquadri a monocromo, in basso con trofei, cartigli e piccole nature morte, in alto con scene bibliche. Queste decorazioni furono affrontate da diversi pittori della cerchia vasariana, tra cui è documentata la presenza di Pietro Candido che eseguì entro il 1569 la Visione di San Pietro.

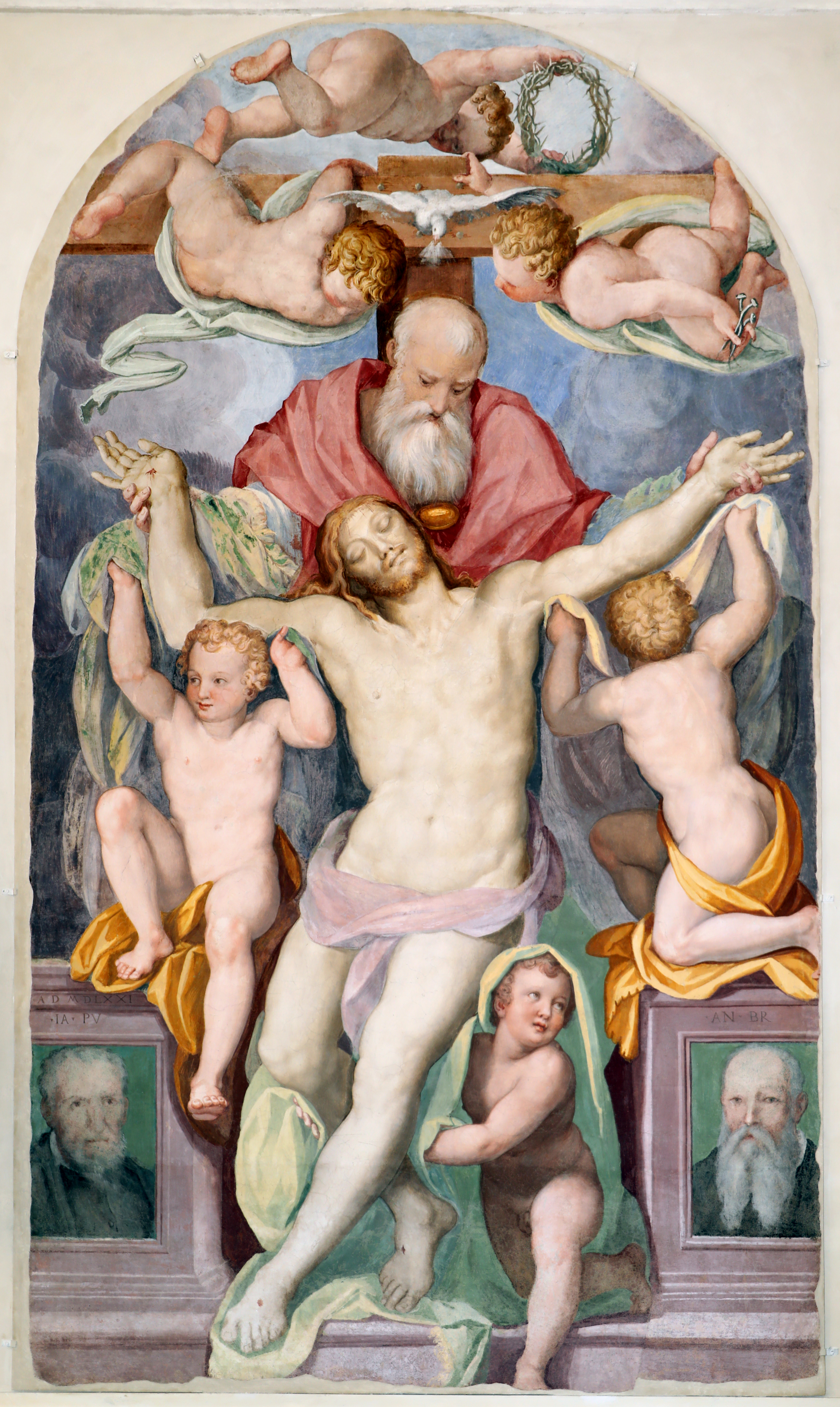
Trinità di Alessandro Allori
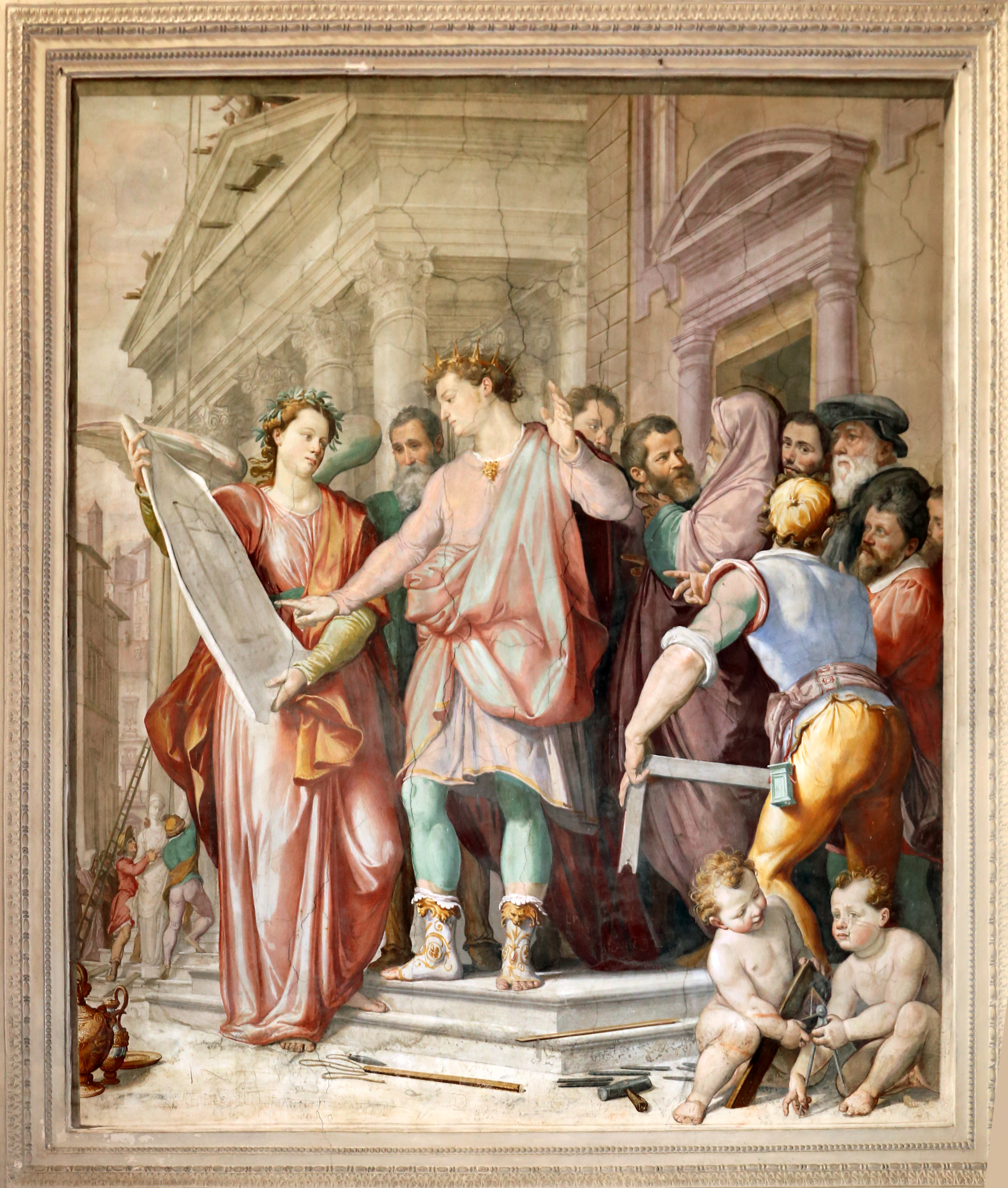
Costruzione del tempio di Salomone di Santi di Tito
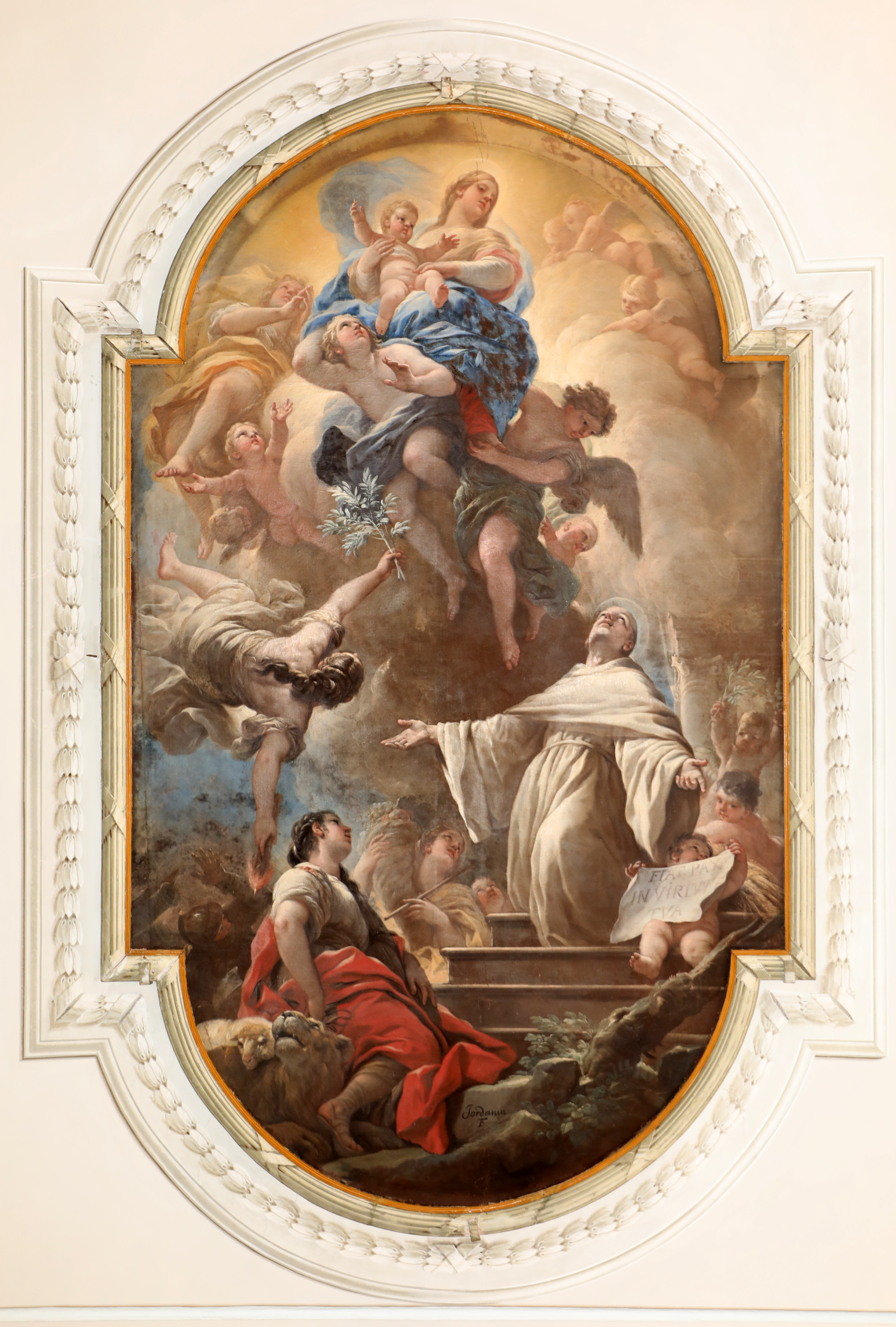
Apparizione della Vergine a san Bernardo di Luca Giordano

### Sculture
All'eccezionale corredo scultoreo della serie dei Santi e profeti contribuirono diversi artisti iscritti alla Compagnia. Si tratta di dieci figure sedute a grandezza naturale, modellate in terracotta dipinta di bianco, in cui è facile riconoscere il clima artistico che si ispirava al Buonarroti e alla sua serie dei Veggenti per la cappella Sistina. 
Da destra si incontrano:
| Img | Titolo                   | Autore                                      | Data      | Note |
| --- | ------------------------ | ------------------------------------------- | --------- | --- |
|     | Abramo                   | Stoldo Lorenzi                              | 1571-1573 | |
|     | Mosé                     | Giovanni Angelo Montorsoli                  | 1535      | Simboleggia la vita contemplativa; vi si riconoscono le fattezze di Michelangelo.                              |
|     | San Paolo                | Giovanni Angelo Montorsoli                  | 1535-1536 | Simboleggia la vita attiva.                                                                                    |
|     | San Pietro               | Domenico Poggini                            | 1570      | |
|     | Giosuè                   | Vincenzo Danti e Zanobi Lastricati          | 1567-1570 | Vi si riconosce il ritratto di Cosimo I de' Medici.                                                            |
|     | Melchidesech             | Francesco Camilliani                        | post 1567 | |
|     | San Luca                 | Vincenzo Danti                              | 1570-1571 | |
|     | San Giovanni Evangelista | Valerio Cioli, poi Giovanni Vincenzo Casali | 1567-1570 | |
|     | Salomone                 | Giambologna e Giovanni Vincenzo Casali      | 1573-1574 | Alcune fonti dicono la statua rifatta dopop 1843. Nonostante ciò oggi si tende a ritenere la statua originale. |
|     | Re Davide                | Giuseppe Maria Salvetti                     | 1719      | L'unica in marmo, già attribuita a Giovan Battista Foggini.                                                    |

Perduto nel XIX secolo è un San Matteo di Michelangelo Naccherino. Nelle lunette sulla parete d'ingresso si trovano i busti in terracotta del Salvatore e di San Pietro, il primo riferibile ai modi di Pietro Torrigiani, il secondo opera in stile del primo Ottocento.